# Xabea atalaia
Xabea atalaia är en insektsart som beskrevs av Otte, D. och R.D. Alexander 1983. Xabea atalaia ingår i släktet Xabea och familjen syrsor. Inga underarter finns listade i Catalogue of Life.